# Escarmouche de Todos Santos
 (octobre 2019).
Si vous disposez d'ouvrages ou d'articles de référence ou si vous connaissez des sites web de qualité traitant du thème abordé ici, merci de compléter l'article en donnant les références utiles à sa vérifiabilité et en les liant à la section « Notes et références ».
L'escarmouche de Todos Santos sont les derniers combats qui opposèrent Américains et Mexicains durant la guerre américano-mexicaine entre 1846 et 1848. Cette escarmouche commandée par un commandant américain qui n'avait pas appris la nouvelle de la paix et du traité de Guadalupe Hidalgo éclata le 30 mars 1848 près de Mexico faisant les derniers morts de la guerre. La compagnie mexicaine était en retraite et rentrait à Mexico et fut attaqué par une centaine de soldats américains. Cette bataille marque la fin de la guerre.